# Династія Аргун
Аргун — середньовічна монгольська династія, що панувала в Белуджистані й Сінді. Тривалий час боролася проти імперії Великих Моголів, але зрештою 1591 року зазнала поразки.

## Історія

### Передумови
Аргуни належала до монголів або помонголених тюрків. Самі вони виводили свій родовід від ільхана Аргун-хана. що більш ніж сумнівно. Ймовірно мали володіння в районі Кандагара, або ймовірно були беками цього міста після розпаду Нікудерійської Орди. Також слушною є гіпотеза, що Аргуни прийшли в цей регіон під час походу чагатайського еміра Тимура. В будь-якому разі вони були досить впливовими в Кандагарі на початку XV ст. й носили титул бека.

### Володарі Кандагару
Першим відомим був Зу'н-нун-бек Аргун, якого султан Хусейн Байкара десь на початку 1470-х років призначив хакімом (намісником) Канадагару. Невдовзі той почав інтригувати проти султана, а з 1479 року — розширювати володіння в напрямку Белуджістана, захопивши Пішин, Шал і Мустанг. 1485 року його сини Шах-бек Аргун і Мухаммад Мукім-хан також захопили місто Сібі в Сінді. На той момент Аргуни фактично стали незалежними володарями Кандагару. 1490 року вторгнення до Сінду завершилося поразкою Шах-бека від джами Нізамуддіна II з династії Самма. Ця невдача послабила Аргунів, що вимушені були визнати зверхність Улугбека Мірзи, еміра Кабула. Вже у 1495 року вони знову підкорилися султану Хусейні Байкарі. Але у 1497 році Зу'н-нун-бек підтримав повстання Баді аз-Замана проти Хусейна Байкари. Поразка останнього призвела до того, що 1498 року Аргуни вкотре підкорилися султану. Разом з тим відновили дипломатичні контакти з еміром Кабулу. 1502 року Мухаммад-Мкім-хана фактично став правителем Кабулу при малолітньому швагері Абд ар-Раззак Мірзі. Проте вже 1504 року повалений Бабуром, вимушен був тікати до Кандагару.
1508 року після загибелі Зу'н-нун-бек під час війни султана Баді аз-Замана з Мухаммедом Шейбані. Владу розділили Шах-бека і Мухаммад Мукім-хан. Головним їх ворогом був Бабур, тому брати визнали владу Шейбані. Втім той 1510 року загинув у битві з перським шахом Ісмаїлом I. разом з тим Шах-бек втрутився у боротьбу за владу в Сінді між братами Ферозом і Салахуддіном на боці першого. За допомогу отримав низку володінь в Сінді. При цьому Мухаммад мукін-хан залишився правителем Кандагару, прийнявши титул хана.
1519 року Шах-бек вступив у конфлікт з Ферозом, джамою сінду, завдавши тому поразки й захопивши столицю Саманагар. 1520 року було домовлено про поділ Сінду між Аргунами і Самма. Першим дісталася північна частина. Втім невдовзі мир було порушено. 1524 року Шах-бек остаточно розбив Фероза, що втік до Гуджарату. В цей час Мухаммад мукін-хан 1522 року зазнав поразки від Бабура, що захопив Кандагар, де зберігалася головна скарбниця Аргунів.

### Володарі Сінду
Шах-бек намагався зміцнити владу в Сінді, але вже 1524 року раптово помер. Його син Шах Хусейн визнав зверхність Бабура. Натомість виступив проти Мултанського султанату. У 1528 році після тривалої облоги захопив Мултан, поваливши султана Махмуда II. Шах Хусейн посадив у Мултані свого намісника і повернувся до столиці Буккара. Через деякий час його намісника вигнали, але Шах Хусейн не намагався більше повернутися до Пенджабу.
У 1540 році до Сінду прибув могольський падишах Хумаюн, який був вигнаний з держави Шер-шахом Сурі. Шах Хусейн відмовив тому в допомозі, наслідком чого стала війна. Але героїчна оборона міст Буккара і Сехвана, змусив Хумаюна 1543 року залишити Сінд
У 1554 році проти Шах Хусейна повстав його родич Мухаммад Іса Тархан. Боротьба тривала до 1556 року, де переміг останній. Але той невдовзі вступив у конфлікт з португальцями, які у відповідь пограбували важливе місто Татта. Невдовзі за цим повстав його родич Султан-Махмуд Кокалташ, наслідком чого став поділ Сінду на північний (верхній) та нижній (південний). В першому отаборився Кокалташ, інший отримав Тархан.
1573 році могольський падишах Акбар виступив проти Мухаммада Бакі, спадкоємця Мухаммада Іси Тархана, якого переміг, змусивши визнати зверхність Імперії Великих Моголів. Зрештою 1595 року могольскі військами захопити Верхній і Нижній сінд, ліквідувавши там самостійні держави. Сінд було перетворено на Таттську субу імперії.